# Voith DIWA

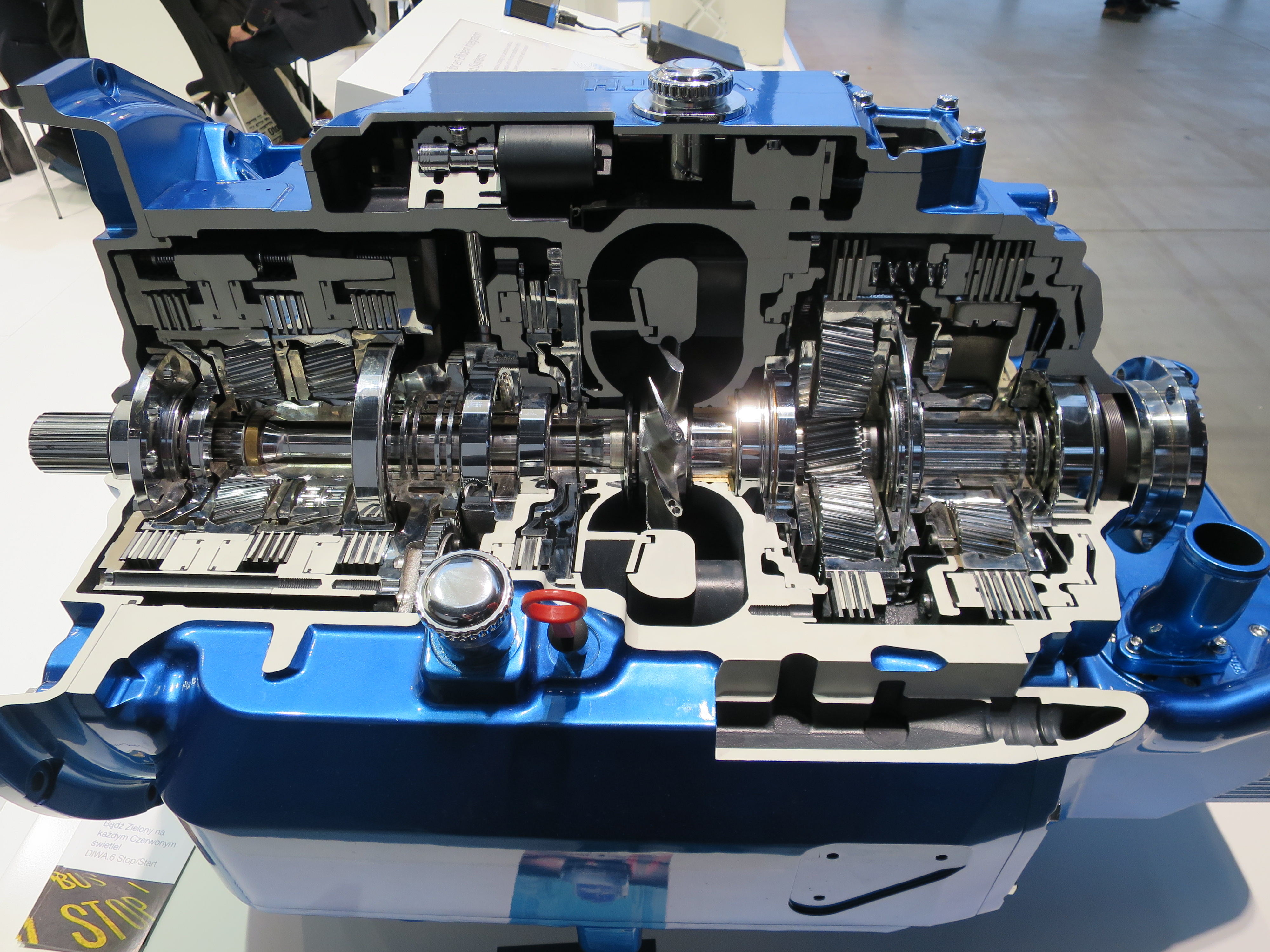
Przekładnia Voith DIWA.6

Voith DIWA – seria skrzyń biegów produkcji niemieckiej firmy Voith, głównie z przeznaczeniem dla autobusów miejskich i podmiejskich.
Przekładnie wykorzystują specjalny konwerter lub mechanizm DIWA, zastępujący dwa biegi w tradycyjnych przekładniach. Pierwszy bieg działa na zasadzie hydrodynamiczno-mechanicznego rozkładu mocy (np. 5 przełożeń, 4 biegi). Z uwagi na brak konieczności użycia sprzęgła przy zmianie z 1. na 2. bieg, zwiększa to płynność i dynamikę rozruchu pojazdu.
Seria posiadała kilka generacji i wariantów, przy czym każdy przedstawiciel serii był przekładnią automatyczną.

## Dane techniczne

### DIWA.3 i DIWA.3E
| Typy skrzyń                               | D823.3E    | D851.3E    | D854.3E    | D863.3E    | D864.3E    |
| ----------------------------------------- | ---------- | ---------- | ---------- | ---------- | ---------- |
| Moc wejściowa P1 max                      | 180 kW     | 220 kW     | 220 kW     | 290 kW     | 290 kW     |
| Moment wejściowy M1 max                   | 650 Nm     | 1100 Nm    | 1100 Nm    | 1600 Nm    | 1600 Nm    |
| Obroty wejściowe n1 max                   | 2800 min-1 | 2800 min-1 | 2500 min-1 | 2800 min-1 | 2500 min-1 |
| Moment hamowania retardera MBR            | 2000 Nm    | 2000 Nm    | 2000 Nm    | 2000 Nm    | 2000 Nm    |
| Ilość biegów                              | 3          | 3          | 4          | 3          | 4          |
| Masa przekładni (sucha) wraz z retarderem | 270 kg     | 275 kg     | 310 kg     | 280 kg     | 315 kg     |
| Maks. masa pojazdu                        | 15 t       | 28 t       | 28 t       | 28 t       | 28 t       |

1. 1 2 3 4 5  Litera E oznacza dalszy rozwój sprawdzonej koncepcji DIWA.3
2. ↑  Dla silników o momencie powyżej 1300 Nm z opcją redukcji momentu przy przełączaniu
3. ↑  Wielkość max., zależna od konfiguracji retardera
4. ↑  Bieg pierwszy z hydrodyn./mech. rozdziałem mocy (zakres jazdy DIWA).

### DIWA.5
| Typy skrzyń                               | D 854.5    | D 864.5    | D 884.5    |
| ----------------------------------------- | ---------- | ---------- | ---------- |
| Moc wejściowa P1 max                      | 220 kW     | 290 kW     | 320 kW     |
| Moment wejściowy M1 max                   | 1100 Nm    | 1600 Nm    | 1900 Nm    |
| Obroty wejściowe n1 max                   | 2500 min-1 | 2500 min-1 | 2200 min-1 |
| Moment retardera MBR                      | 2000 Nm    | 2000 Nm    | 2000 Nm    |
| Ilość biegów                              | 4          | 4          | 4          |
| Masa przekładni (sucha) wraz z retarderem | ok. 300 kg | ok. 305 kg | ok. 310 kg |
| Maks. masa pojazdu                        | 28 t       | 28 t       | 34 t       |

1. ↑  1700 Nm w określonych warunkach.
2. ↑  Wartość maksymalna, zależna od konfiguracji retardera.
3. ↑  Bieg pierwszy z hydrodyn./mech. rozdziałem mocy (zakres jazdy DIWA).
4. ↑  W zależności od przełożenia osi.

#### Współczynniki przełożeń
| Przełożenia                            | Mechanizm różnicowy | D 854.5   | D 864.5   | D 884.5   |
| -------------------------------------- | ------------------- | --------- | --------- | --------- |
| 1. bieg (zakres DIWA — punkt ruszania) | 3                   | 5,9 — 6,2 | 5,9       |           |
| 1. bieg (zakres DIWA — punkt ruszania) | 4                   | 5,1 — 5,4 | 5,1 — 5,4 | 5,1 — 5,4 |
| 2. bieg                                | 3                   | 1,43      | 1,43      |           |
| 2. bieg                                | 4                   | 1,36      | 1,36      | 1,36      |
| 3. bieg                                | 3                   | 1,0       | 1,0       |           |
| 3. bieg                                | 4                   | 1,0       | 1,0       | 1,0       |
| 4. bieg                                | 3                   | 0,7       | 0,7       |           |
| 4. bieg                                | 4                   | 0,73      | 0,73      | 0,73      |
| Bieg wsteczny                          | 3                   | 4,7 — 5,2 | 4,7 — 5,2 |           |
| Bieg wsteczny                          | 4                   | 3,8 — 4,3 | 3,8 — 4,3 | 3,8 — 4,3 |